# Marianismus
Marianismus (španělsky: marianismo) je odborné označení pro jeden z rysů genderové role žen v rámci kultury machismu v Latinské Americe. Marianismus se váže k určitým společenským konvencím, očekáváním a stereotypům, které více či méně ovlivňují společenské postavení a role ženy v Latinské Americe. Slovo marianismus může také znamenat náboženské uctívání Panny Marie, respektive kult Panny Marie.
Termín byl poprvé použit v roce 1973 Evelyn P. Stevensovou v její eseji "Marianismo: the Other Face of Machismo in Latin America." Stevensová viděla marianismus jako sekularizovanou formu křesťanského uctívání Panny Marie spojenou s latinskoamerickým machismem, který pojímá jako "kult mužství". V jejím pojetí se jedná o určitou společenskou projekci vlastností Panny Marie na ženy v Latinské Americe obecně. V rámci marianismu jsou ženy viděny jako "poloposvátné, morálně nadřazené a duchovně silné" a v rámci společenského chování se od nich očekává pochopení, sebeobětování se a sebezapření. Ve vztahu k mužům jsou potom v submisivní (podřízené) roli. 
Termín je dále spojován se společenskými konvencemi, dělbou práce a dělbou společenského prostoru mezi ženou a mužem v latinskoamerických společnostech. Pozice žen je definována v rámci marianismu a machismu pomocí dvojího rozdělení: ženy jsou spojovány spíše se soukromým prostorem domácnosti (a to včetně oblasti práce), zatímco veřejný prostor je spojován naopak s muži. S tím dále souvisí skutečnost, že ženy jsou definovány jako pasivní společenští aktéři, zatímco muži jako aktivní aktéři. Tato představa se týká také sexuální oblasti.

## Kritika pojmu marianismo
Pojem marianismu tak jak ho pojala E. Stevensová byl později kritizován některými autory. Například Tracy Ehlersová (1991) kritizovala skutečnost, že Stevensová podcenila význam společensko-hospodářských faktorů jako jsou například třídní status nebo společensko-hospodářské postavení. Další autorka Emily Andrewsová (1997) navrhla, aby byl pojem marianismo spíše viděn jako "soubor sociálních strategií, které ženy pragmaticky adoptují v závislosti na hospodářských, rodinných a věkových okolnostech,aby překonaly omezené možnosti, které jim poskytují muži při jednání v místním hospodářství..", čímž zdůraznila aktivní stránku jevu (zatímco Stevensonová viděla marianismo jako obecně pasivní postoj a jednání). Silvia Arromová ve své studii marianismu v Mexiku tvrdí, že se nejedná o jev, který byl dovezen španělskými kolonizátory skrze kult Panny Marie ale že jde o pozdější viktoriánský import, který se v Mexiku objevil kolem poloviny 19. století.